# العلاقات البرازيلية الجيبوتية
العلاقات البرازيلية الجيبوتية هي العلاقات الثنائية التي تجمع بين البرازيل وجيبوتي.

## مقارنة بين البلدين
هذه مقارنة عامة ومرجعية للدولتين:
| وجه المقارنة                                              | البرازيل | جيبوتي                    |
| --------------------------------------------------------- | --- | ------------------------- |
| المساحة (كم2)                                             | 8.52 مليون | 23.20 ألف                 |
| عدد السكان (نسمة)                                         | 202.66 مليون | 956.99 ألف                |
| الكثافة السكانية (ن./كم²)                                 | 23.79 | 41.25                     |
| العاصمة                                                   | برازيليا، ريو دي جانيرو | جيبوتي                    |
| اللغة الرسمية                                             | برتغالية برازيلية، Brazilian Sign Language ‏ | لغة فرنسية، اللغة العربية |
| العملة                                                    | ريال برازيلي، كروزيرو ريال برازيلي ‏، كروزيرو البرازيلية (1990–1993)، البرازيلي كروزادو نوفو، كروزادو برازيلي، cruzeiro ‏، كروزيرو البرازيلية (1942–1967)، الريال البرازيلي (قديم) | فرنك جيبوتي               |
| الناتج المحلي الإجمالي (بليون دولار)                      | 2.06 تريليون | 1.84 مليار                |
| الناتج المحلي الإجمالي (تعادل القوة الشرائية) بليون دولار | 3.22 تريليون | 3.10 مليار                |
| الناتج المحلي الإجمالي الاسمي للفرد دولار أمريكي          | 8.54 ألف | 1.95 ألف                  |
| الناتج المحلي الإجمالي للفرد دولار أمريكي                 | 15.89 ألف | 3.27 ألف                  |
| مؤشر التنمية البشرية                                      | 0.754 | 0.470                     |
| رمز المكالمات الدولي                                      | +55 | +253                      |
| رمز الإنترنت                                              | .br | .dj                       |
| المنطقة الزمنية                                           | | ت ع م+03:00               |

## منظمات دولية مشتركة
يشترك البلدان في عضوية مجموعة من المنظمات الدولية، منها:
| علم المنظمة | اسم المنظمة                        | تاريخ انضمام البرازيل | تاريخ انضمام جيبوتي |
| ----------- | ---------------------------------- | --------------------- | ------------------- |
|             | الاتحاد البريدي العالمي            | ?                     | ?                   |
|             | يونسكو                             | 4 نوفمبر 1946         | 31 أغسطس 1989       |
|             | البنك الدولي للإنشاء والتعمير      | 14 يناير 1946         | 1 أكتوبر 1980       |
|             | منظمة التجارة العالمية             | ?                     | ?                   |
|             | وكالة ضمان الاستثمار متعدد الأطراف | 7 يناير 1993          | 12 يناير 2007       |
|             | البنك الإفريقي للتنمية             | ?                     | ?                   |
|             | الاتحاد الدولي للاتصالات           | 4 يوليو 1877          | 22 نوفمبر 1977      |
|             | منظمة الشرطة الجنائية الدولية      | ?                     | ?                   |
|             | مؤسسة التمويل الدولية              | 31 ديسمبر 1956        | 1 أكتوبر 1980       |
|             | الأمم المتحدة                      | 24 أكتوبر 1945        | 20 سبتمبر 1977      |
|             | مؤسسة التنمية الدولية              | 15 مارس 1963          | 1 أكتوبر 1980       |
|             | منظمة حظر الأسلحة الكيميائية       | ?                     | ?                   |

## وصلات خارجية
- موقع وزارة الخارجية البرازيلية